# جک استابز
جک استابز (انگلیسی: Jack Stobbs؛ زادهٔ ۲۷ فوریهٔ ۱۹۹۷) بازیکن فوتبال اهل بریتانیا است.
از باشگاه‌هایی که در آن بازی کرده‌است می‌توان به باشگاه فوتبال شفیلد ونزدی و باشگاه فوتبال پورت ویل اشاره کرد.